# Viverra tangalunga
Lo zibetto malese (Viverra tangalunga  Gray, 1832) è un carnivoro della famiglia dei viverridi diffuso in Indonesia, Malaysia e nelle Filippine.

## Descrizione

### Dimensioni
Carnivoro di medie dimensioni, con la lunghezza della testa e del corpo tra 610 e 670 mm, la lunghezza della coda tra 285 e 355 mm, la lunghezza del piede tra 94 e 105 mm, la lunghezza delle orecchie tra 40 e 42 mm e un peso fino a 5 g.

### Aspetto
Il colore di fondo del corpo è grigiastro. Sui lati e nella parte inferiore del collo sono presenti 3 bande nerastre intervallate da 2 bianche che partono dalla parte posteriore delle orecchie e prima delle spalle scendono giù verticalmente verso il basso. Una cresta erettile di lunghi peli nerastri si estende lungo la spina dorsale dalla nuca alla base della coda. Sui fianchi sono presenti delle macchie scure disposte in file particolarmente nel quarto posteriore, che variano notevolmente tra gli individui. La parte inferiore degli arti è nera. La pianta dei piedi è densamente ricoperta di peli dal tallone fino allo spazio tra i cuscinetti. Gli artigli del terzo e quarto dito della mano sono protetti da una guaina cutanea. La coda è lunga poco più della metà della testa e del corpo, ha 7-8 larghi anelli neri intervallati da anelli bianchi più piccoli ma completi. 

## Biologia

### Comportamento
È una specie notturna e terricola, sebbene si arrampichi con facilità sugli alberi.

### Alimentazione
Si nutre di invertebrati e piccoli vertebrati del suolo forestale. 

## Distribuzione e habitat
Questa specie è diffusa nella Penisola malese, Sumatra, Borneo, Filippine, Sulawesi e diverse isole vicine. Probabilmente è stata introdotta anche sull'isola di Giava, dove sono stati catturati 2 esemplari.
Vive nelle foreste primarie e secondarie, aree coltivate e nelle periferie dei villaggi fino a 1.200 metri di altitudine.

## Tassonomia
Sono state riconosciute 2 sottospecie:
- V.t.tangalunga: Penisola malese, Sumatra, Isole Riau, Isole Lingga, Bangka, Belitung, Isole Karimata, Isole Natuna, Borneo, Sulawesi, Ambon, Buru, Seram; Isole Filippine: Bohol, Busuanga, Provincia di Camiguin, Catanduanes, Culion, Leyte, Luzon, Mindanao, Mindoro, Negros, Palawan, Panay, Samar, Sibuyan, Siquijor;
- V.t.lankavensis (Robinson & Kloss, 1920): Langkawi.

## Conservazione
La IUCN Red List, considerato il vasto Areale e la tolleranza al degrado del proprio habitat, classifica V.tangalunga come specie a rischio minimo (Least Concern).